# Суђурађ
Суђурађ је насељено место у саставу града Дубровника, на острву Шипану, Дубровачко-неретванска жупанија, Република Хрватска.

## Географија
Суђурађ се налази у дну залива на југозападној обали острва између два рта Коњ и Ботур. Пред улазом у залив се налази мало острво Руда, које штити залив од свих ветрова, осим јужних. У самом заливу се налазе три пристаништа. Ново пристаниште, око 50 метара служи као трајектна лука којом је острво Шипан повезано са копном, трајектном линијом Дубровник—Суђурађ—Собра (Мљет). На пристаништу се налази светионик који емитује сигнал R Bl(2) 5s.
Суђурађ и Шипанска Лука су два једина насеља на острву. Међусобно су повезана путен дугим 5,2 км, ознаке D122.

## Историја
До територијалне реорганизације у Хрватској налазио се у саставу старе општине Дубровник.

## Становништво
На попису становништва 2011. године, Суђурађ је имао 207 становника.
| Број становника по пописима | Број становника по пописима | Број становника по пописима | Број становника по пописима | Број становника по пописима | Број становника по пописима | Број становника по пописима | Број становника по пописима | Број становника по пописима | Број становника по пописима | Број становника по пописима | Број становника по пописима | Број становника по пописима | Број становника по пописима | Број становника по пописима | Број становника по пописима |
| --------------------------- | --------------------------- | --------------------------- | --------------------------- | --------------------------- | --------------------------- | --------------------------- | --------------------------- | --------------------------- | --------------------------- | --------------------------- | --------------------------- | --------------------------- | --------------------------- | --------------------------- | --------------------------- |
| 1857                        | 1869                        | 1880                        | 1890                        | 1900                        | 1910                        | 1921                        | 1931                        | 1948                        | 1953                        | 1961                        | 1971                        | 1981                        | 1991                        | 2001                        | 2011                        |
| 455                         | 371                         | 367                         | 405                         | 367                         | 369                         | 342                         | 318                         | 373                         | 342                         | 312                         | 272                         | 247                         | 221                         | 199                         | 207                         |

### Попис1991.
На попису становништва 1991. године, насељено место Суђурађ је имало 221 становника, следећег националног састава:
| Попис 1991.‍ | Попис 1991.‍ | Попис 1991.‍ | Попис 1991.‍ | Попис 1991.‍ |
| ----------- | ----------- | ----------- | ----------- | ----------- |
|             |             |             |             |             |
| Хрвати      | Хрвати      |             | 214         | 96,83%      |
| Словенци    | Словенци    |             | 2           | 0,90%       |
| Срби        | Срби        |             | 2           | 0,90%       |
| Мађари      | Мађари      |             | 1           | 0,45%       |
| Муслимани   | Муслимани   |             | 1           | 0,45%       |
| непознато   | непознато   |             | 1           | 0,45%       |
| укупно: 221 |             |             |             |             |

## Културне знаменитости
Међу архитектонским споменицима издваја се утврђена породична кућа коју је 1539. изградио Томо Стјеповић-Скочибуха, поморски капетан и власник бродоградилишта у Суђурађу. Његов син Вице 1577. године је сазидао високе одбрамбене зидине око имања. У непосредној близини налази се и утврђени племићки летњиковац породице Сагројевић.

## Спорт
У насељу је активан Ватерполо клуб "Таурус", основан 1981. године, па после паузе обновљен 2003. Такмичи се у трећој ватерполо лиги Хрватске и локалном такмичењу Куп Елафита.